# Rita Bernaers
Rita Bernaers (7 december 1946) is een Belgische tekenares en voormalig inkleurster van Suske en Wiske.

## Levensloop
Na de handelsschool ging ze aan de slag bij persagentschap ANP en daarna bij het Noord-Nederlandse Boekbedrijf. In 1968 werd ze inkleurster bij fotogravure Wens. Dat bedrijf had de opdracht Suske en Wiske-albums in te kleuren. Men werkte met zo’n zes vrouwen aan een album, elk een plaat. Fotogravure Wens ging later failliet en Rita Bernaers besloot te solliciteren bij Standaard Uitgeverij. Daar werd ze in 1971 aangenomen en daar zou ze uiteindelijk 35 jaar lang medewerkster van blijven. Zij was sinds 1971 verantwoordelijk voor de inkleuring van de Suske en Wiske-albums. Vanaf het album De poenschepper (n° 67) verscheen deze reeks niet langer in zwart-wit of met slechts één steunkleur, maar werd de hele reeks heruitgegeven in vierkleurendruk.  Deels bepaalde ze zelf de kleuren, maar ook op aanwijzingen van de tekenaar of aan de hand van documentatie. In tegenstelling tot de andere personen die aan Suske en Wiske werken was Rita in dienst bij de Standaard Uitgeverij en niet bij Studio Vandersteen. 
Naast Suske en Wiske kleurde ze nog vele andere reeksen in zoals Nero, Waterlanders, De Rode Ridder, ... In 2006 ging Rita met pensioen. 